# Joseph Paris (industriel)
Pour les articles homonymes, voir Joseph Paris et Paris (homonymie).
Joseph Paris, né le 19 mars 1844 dans la commune de Chantenay-sur-Loire (aujourd'hui quartier de Nantes) et mort le 8 mars 1928 à Nantes, est un industriel français, fondateur d'une entreprise nantaise d'ouvrages métalliques et mécaniques qu'il nomme Joseph Paris.

## Biographie
Joseph Paris est le fils de Louis Paris et de Perrine Bernier. Il est le frère de l'évêque Prosper Paris. Marié avec Madeleine-Marie Leray puis Lucie Céline Lavallée (fille de Jacques Alphonse Lavallée, capitaine au long cours), il est le père de l'industriel Joseph Paris (1870-1946), président du Tribunal de commerce de Nantes.
En 1869 Joseph Paris, à 25 ans, crée un atelier de serrurerie à Nantes, rue de la Juiverie, dans le quartier du Bouffay. Avec une dizaine d'ouvriers, il exécutait tous les travaux de serrurerie de l'époque : forge, grilles, portes et, aussi, des charpentes légères.
La construction métallique commençant à supplanter le bois dans divers domaines, le petit atelier ne permettait pas d'exécuter des charpentes d'une certaine importance. C'est pourquoi, en 1880, Joseph Paris décide d'installer son entreprise rue Fouré, sur un terrain de 1 500 m2 qu'il pensait suffisamment grand pour lui permettre de construire son nouvel atelier.
Dès la fin de ses études en 1890, son fils aîné, également prénommé Joseph, vint l'aider à poursuivre ses projets et assurer la fabrication d'ouvrages métalliques d'un certain tonnage. Il s'associe bientôt avec lui sous la raison sociale de Jh. Paris et Fils. C'est à cette époque que le développement des chantiers de constructions navales et, notamment, les arsenaux de Brest et de Lorient, assurèrent à l'entreprise familiale des commandes importantes.

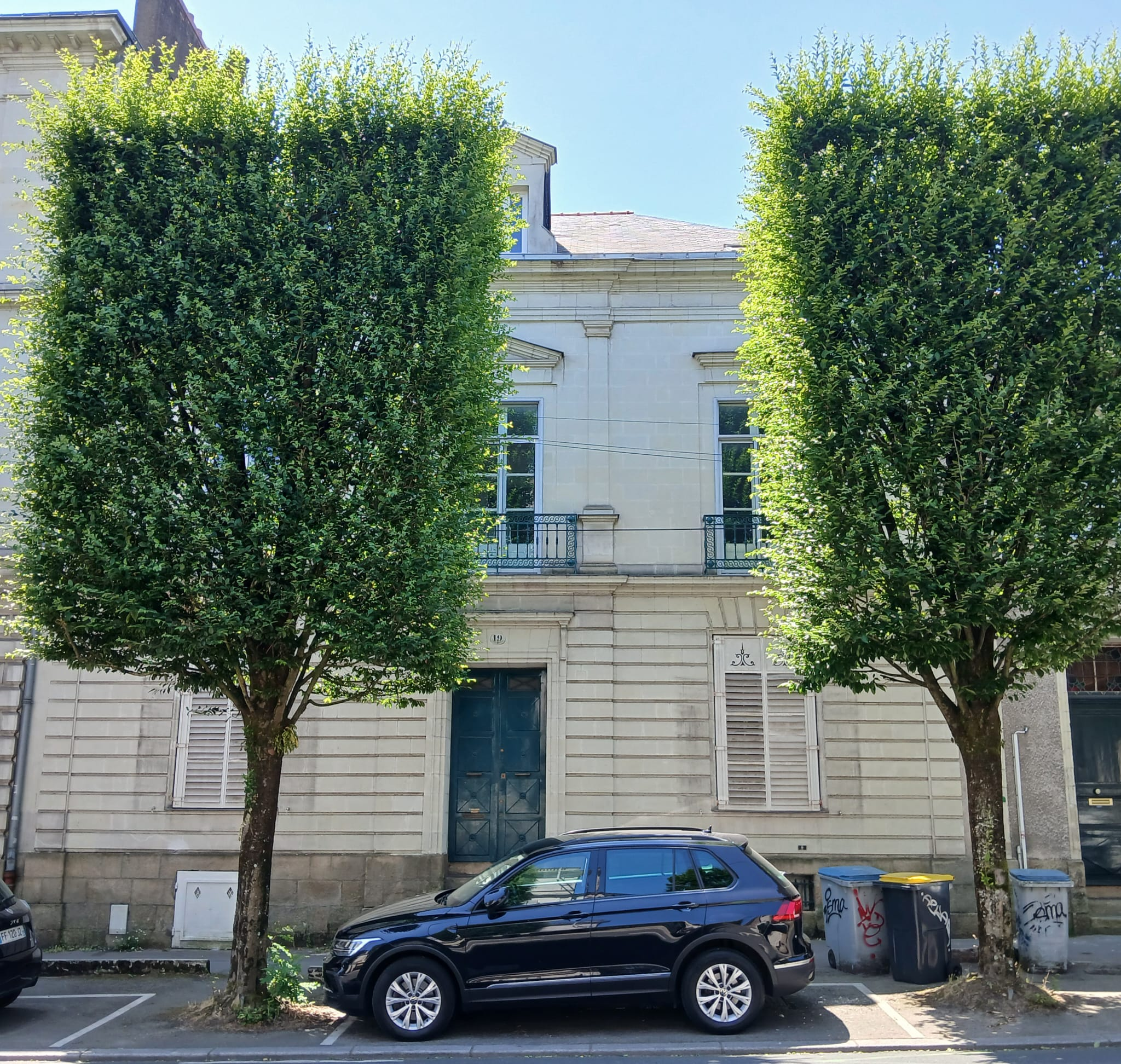
N°19 boulevard de Launay à Nantes, hôtel particulier ayant appartenu à Joseph Paris.

## Sources
- Yves Rochcongar, Capitaines d'industrie à Nantes au XIXe siècle, éditions MeMo, Nantes, 2003.